# ABC TV (Paraguay)
ABC TV o simplemente ABC, es un canal de televisión paraguayo cuya programación se basa en noticias. Fue lanzado el 7 de agosto de 2017 y es propiedad del Grupo ABC Comunicaciones, también propietario del diario ABC Color.

## Historia
Con motivo del 50.º aniversario del periódico ABC Color, el 7 de agosto de 2017 se lanza al aire ABC TV, canal de noticias del diario, que se instaló de forma paulatina entre canales en Paraguay. Algunos programas del canal son: ABC Noticias, A la gran 730, Cardinal Deportivo, Crimen y Castigo, Expediente Abierto, Peligro de gol, En Detalles, ABC Rural, El Quincho del Rock, entre otros.